# Ормсби-Гор, Джассет, 7-й барон Харлек
Джассет Дэвид Коди Ормсби-Гор, 7-й барон Харлек (англ. Jasset David Cody Ormsby-Gore, 7th Baron Harlech; родился 1 июля 1986 года) — британский наследственный пэр и консервативный член Палаты лордов.

## Биография
Родился 1 июля 1986 года. Единственный сын Фрэнсиса Дэвида Ормсби-Гора, 6-го барона Харлека (1954—2016), и Аманды Джейн Грив, дочери Алана Томаса Грива и Энн Дулейк. Вместе со своей младшей сестрой, моделью и актрисой Таллулой Харлек (род. 1988), он вырос в Шропшире. Учился в Итонском колледже и в Центральном колледже искусства и дизайна имени Святого Мартина.
1 февраля 2016 года после смерти своего отца Джассет Ормсби-Гор унаследовал титул 7-го барона Харлека. Лорд Харлех стал членом Палаты в июле 2021 года, будучи избранным на дополнительных выборах наследственных пэров всей палатой. Он принял присягу 22 июля 2021 года. Свою первую речь он произнес 28 октября 2021 года, рассказав о своем отце, о том, как он был армейским резервистом, о своей жизни до вступления в лорды и о своей любви к сельской местности.
По состоянию на июль 2021 года лорд Харлек является самым молодым членом Палаты. Ранее он добивался избрания пэром Либерал-демократов в 2017 году «чтобы отстаивать равенство и прогресс».
Лорд Харлек — потомок Роберта Гаскойна-Сесила, 3-го маркиза Солсбери, который занимал пост премьер-министра Великобритании.

## Титулы
- 1 июля 1986 — 1 февраля 2016: Достопочтенный Джассет Дэвид Коди Ормсби-Гор
- 1 февраля 2016 — настоящее время: Достопочтенный Лорд Харлек.